# Best Song Ever (Benji & Fede)
Best Song Ever è un singolo del gruppo musicale italiano Benji & Fede, pubblicato il 14 settembre 2013, cover dell'omonimo brano del gruppo britannico One Direction.

## Video musicale
Il 15 settembre 2013 è stato pubblicato YouTube il video musicale del brano.

## Tracce
1. Best Song Ever – 3:26
2. Best Song Ever (Instrumental) – 3:26